# 有序域
在数学的一个分支代数中，有序域是一个全序关系通过加法和乘法运算不被改变的域。有序域最常见的例子是实数。

## 定义
一个满足下面两个条件的、拥有全序关系{\displaystyle \leq }的域{\displaystyle (K,+,\cdot )}被定义为有序域：对于任何{\displaystyle K}中的元素{\displaystyle a,b,c}以下两个条件获得满足：
- 若{\displaystyle a\leq b}，则{\displaystyle a+c\leq b+c}。
- 若{\displaystyle 0\leq a}且{\displaystyle 0\leq b}，则{\displaystyle 0\leq a\cdot b}。

大于0的元素被称为是正的，小于0的元素被称为是负的。

## 特性
由以上定义可以直接推导出以下特性（{\displaystyle a,b,c,d}是{\displaystyle K}的元素）：
- 一个正的元素的负数是负的，一个负的元素的负数是正的：即任何{\displaystyle K}中的{\displaystyle a}，假如{\displaystyle a\neq 0}则{\displaystyle -a<0<a}或{\displaystyle a<0<-a}。
- 不等式可以相加：{\displaystyle a\leq b}和{\displaystyle c\leq d}则{\displaystyle a+c\leq b+d}。
- 不等式可以与正元素相乘：{\displaystyle a\leq b}和{\displaystyle 0\leq c}则{\displaystyle ac\leq bc}。
- 平方数不是负的：{\displaystyle 0\leq a^{2}}，尤其{\displaystyle 0<1}。
- 通过数学归纳法可以推导出任何一的有限的和是正的：{\displaystyle 0<1+1+\cdots +1}。

## 结构
所有有序域都具有特征数0。这个结论直接出于上述的最后一个特性{\displaystyle 0<1+1+\cdots +1}。
每个有序域的子域也是有序域。任何含特征数0的域其最小子域与有理数同構，且这个子域的排序与{\displaystyle \mathbb {Q} }一致。
假如一个有序域中的任何元素都介于两个有理数之间的话，则该域具有阿基米德性质。比如实数是具有阿基米德性质的，而超实数则不具有。
有序域{\displaystyle K}的排序可用來定義{\displaystyle K}的拓扑空间，这个拓扑空间可由{\displaystyle \{x\in K\mid x<a\}}和{\displaystyle \{x\in K\mid x>a\}}作為準基來生成，稱之為序拓撲。加法和乘法运算相对于这个拓扑空间是连续的。

## 例子
- 有理数{\displaystyle \mathbb {Q} }组成最小的有序域
- 实数{\displaystyle \mathbb {R} }和其中的任何部分域
- 超实数